# 鬱ロック
鬱ロック（うつロック）とは、音楽ジャンルの一つである「ロック・ミュージック」と、現実に対する鬱屈した感情を表現した「欝曲」の要素を持つ曲を指す造語である。
主に1990年代～2000年代初頭に″鬱ロックバンド”と呼称されたアーティストが多く誕生した。ダウナーな気分に寄り添う音楽、現実をありのまま表現し寄り添いも突き放しもしない音楽、更に気分を沈める音楽を鬱ロックの中に含む場合もある。聴き手の主観により鬱ロックの定義は多種多様であるため、鬱ロックという１ジャンルにカテゴライズされることを嫌う風潮もある。

## 概要
音楽ジャンルとして大成した「ロック・ミュージック」は1950年代にアメリカ合衆国のブラックミュージック（黒人音楽）を起源として、主にアメリカやイギリスで広まった。1960年代の社会運動が高揚した時代と同時期にロック・ミュージックが絶頂期を迎えたことからもわかるように、ロックは社会的イデオロギーや大人に対する反骨精神を表現した青年の音楽であった。
日本のロック（通称・邦楽ロック）の歴史は、1966年のビートルズ来日をきっかけにバンドブームが到来し、ロックがメジャーとなった。
欝曲の定義は多様であり、欝々とした嘆きや無気力を淡々と綴る歌詞やリズム、暗い曲調などを指すことが多い。
| アーティスト名                      | 活動開始 |
| ----------------------------------- | -------- |
| 人間椅子                            | 1987年～ |
| 黒夢                                | 1991年～ |
| cali≠gari                           | 1993年～ |
| GRAPEVINE                           | 1993年～ |
| Plastic Tree                        | 1993年～ |
| Cocco                               | 1996年～ |
| Syrup16g                            | 1996年～ |
| COCK ROACH                          | 1996年～ |
| ムック（MUCC）                      | 1997年～ |
| Dir en grey                         | 1997年～ |
| THE BACK HORN                       | 1998年～ |
| セツナブルースター                  | 1998年～ |
| 真空メロウ                          | 1999年～ |
| LUNKHEAD                            | 1999年～ |
| SADS                                | 1999年～ |
| BURGER NUDS                         | 1999年～ |
| Climb The Mind                      | 1999年～ |
| me-al art                           | 1999年～ |
| ART-SCHOOL                          | 2000年～ |
| blgtz                               | 2001年～ |
| NON'SHEEP                           | 2002年～ |
| butter butter                       | 2003年～ |
| pegmap                              | 2003年～ |
| plenty                              | 2004年～ |
| THE NOVEMBERS                       | 2005年～ |
| 無限マイナス                        | 2005年～ |
| 死んだ僕の彼女                      | 2005年～ |
| 真空ホロウ                          | 2006年～ |
| キツネの嫁入り                      | 2006年～ |
| きのこ帝国                          | 2007年～ |
| amazarashi（STAR ISSUE）            | 2007年～ |
| mondaysick                          | 2007年～ |
| 神聖かまってちゃん                  | 2008年～ |
| Lyu:Lyu（CIVILIAN）                 | 2008年～ |
| Suck a Stew Dry（THURSDAY'S YOUTH） | 2010年～ |
| イツエ                              | 2010年～ |
| それでも世界が続くなら              | 2011年～ |
| スロウハイツと太陽                  | 2013年～ |
| GLOCK406                            | 2020年～ |